# Jiří Jirmal

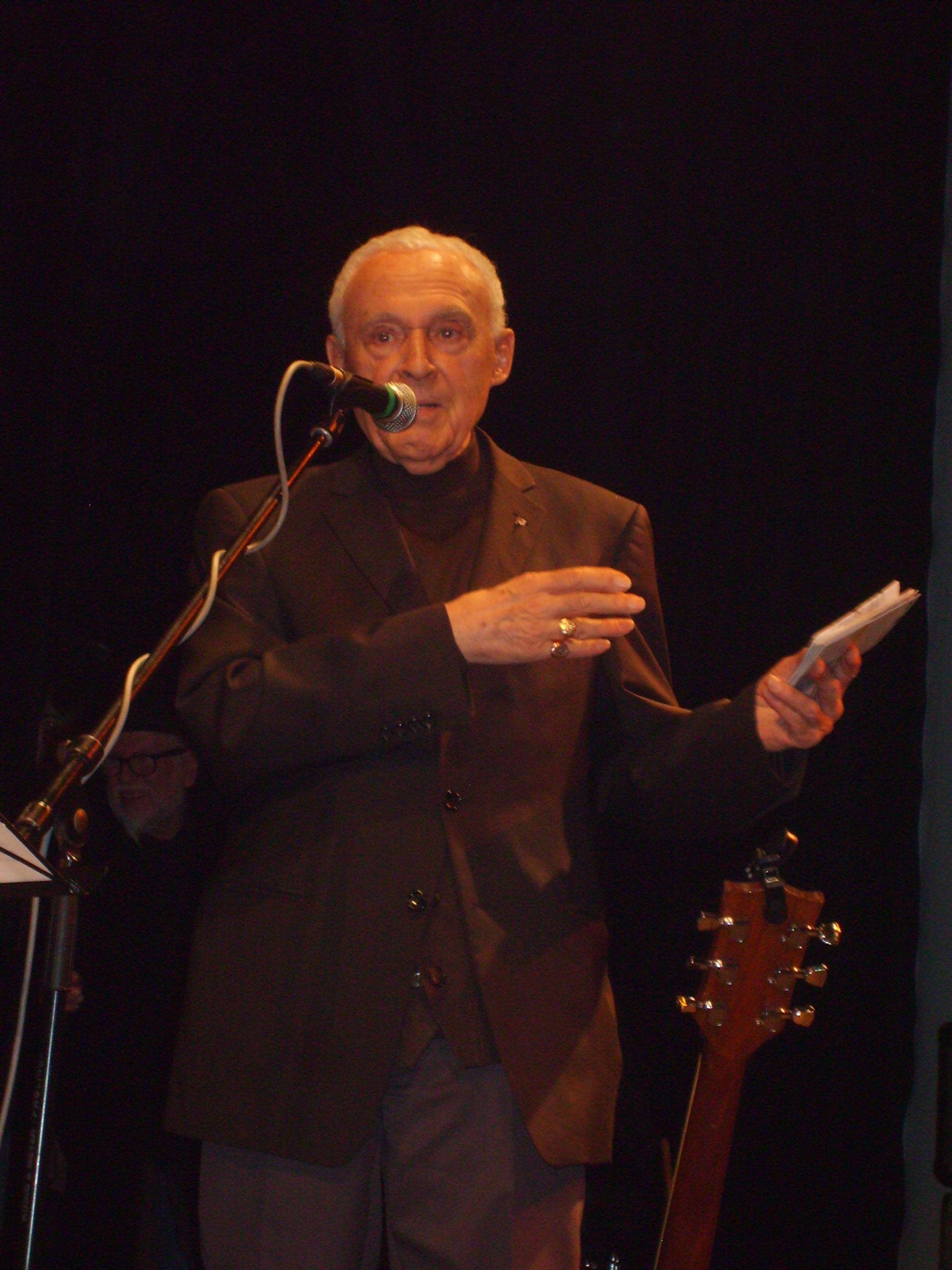
Jiří Jirmal (2010)

Jiří Jirmal (* 24. April 1925 in Prag; † 11. Dezember 2019 ebenda) war ein tschechischer Gitarrist, Jazzkomponist und Musikpädagoge.

## Leben
Jirmal studierte Gitarre bei Štěpán Urban am Konservatorium in Prag. In Saarbrücken arbeitete er mit Siegfried Behrend zusammen und studierte Renaissance- und Barockgitarre. Er wurde Professor für Gitarre am Prager Konservatorium und Gastprofessor an der Hochschule für Musik Saar. Zu seinen Schülern gehören die Gitarristen  Vladimír Mikulka, Rudolf Dašek und Stanislav Barek.
Anfang der 1960er Jahre komponierte er die Musik zum Zeichentrickfilm Tall in the Trap (aus der Tom und Jerry Serie; Regie hatte der aus Prag stammende Gene Deitch) und legte eine Gitarrenschule für Anfänger (Škola hry na kytaru pro začátečníky) und weitere Gitarrenliteratur (Základy kytarové techniky, Transkriptionen klassischer Werke für Sologitarre) vor.

## Diskographische Hinweise
- Classical Guitar Jazz Performances
- Classic Jazz Guitar Collection

## Veröffentlichungen (Auswahl)
- Suite Azure: Recuerdos Para Laurindo Almeida für Gitarre. Praha, Supraphon - Editio Bärenreiter Praha.
- Škola hry na kytaru pro začátečníky. Gitarrenschule für Anfänger. Praha, Supraphon 1975.
- Samba carnival : pour 2 guitares, partition + parties Mikulka, Paris, Editions Henry Lemoine ISMN: M-2309-8039-5.
- Play Bossa Nova : pour 2 guitares, partition + parties Rudolf Dasek, Paris, Editions Henry Lemoine. ISMN: M-2309-8040-1.